# 董廷獻
董廷獻，明末首輔周延儒幕僚，人稱心葵先生。
與吳昌時、周鍾等狼狽為奸，收受賄賂，“凡求巡撫、總兵，先通賄於廷獻，然後得之”。崇禎十五年五月，山東兵備僉事雷演祚劾范志完督師山東時縱兵淫掠，並赴京與其對質。崇禎十六年七月，崇祯在中左门召见群臣，亲审范志完，最後范遭誅殺，並逮治董廷献下獄。